# (4413) Mycerinos
(4413) Mycerinos es un asteroide perteneciente al cinturón de asteroides, descubierto el 24 de septiembre de 1960 por Cornelis Johannes van Houten en conjunto a su esposa también astrónoma Ingrid van Houten-Groeneveld y el astrónomo Tom Gehrels desde el Observatorio del Monte Palomar, Estados Unidos.

## Designación y nombre
Designado provisionalmente como 4020 P-L. Fue nombrado Mycerinos en honor a Micerino faraón del antiguo reino egipcio de la cuarta dinastía. Reinó alrededor de 2500 aC y construyó la pirámide de Giza, cerca de la tercera mayor.

## Características orbitales
Mycerinos está situado a una distancia media del Sol de 2,365 ua, pudiendo alejarse hasta 2,534 ua y acercarse hasta 2,196 ua. Su excentricidad es 0,071 y la inclinación orbital 2,262 grados. Emplea 1328 días en completar una órbita alrededor del Sol.

## Características físicas
La magnitud absoluta de Mycerinos es 13,8. Tiene 5,119 km de diámetro y su albedo se estima en 0,223.